# Caja Mágica
Caja Mágica je tenisový stadion, který se nachází v Madridu. Veřejnosti byl představen jako nejmodernější tenisový stadion na světě.  Každoročně od roku 2009 se zde koná tenisový turnaj Madrid Tennis Masters.
Kromě tenisu se areál využívá pro různé další typy akcí. Basketbalový Real Madrid tady hrál své domácí zápasy ligy ACB a Euroligy během sezóny 2010/11. Na konci této sezóny ho opustil kvůli silné kritice ze strany svých fanoušků ohledně jeho umístění, dopravy, služeb a aklimatizace. V sezóně 2011/12 se na tomto stadionu hrálo jen několik zápasů Euroligy.
V roce 2012 tady sídlil tým HRT Formule 1 až do jeho vyloučení z Formule 1 v roce 2013.

## Design a struktura
Sportovní areál navrhl francouzský architekt Dominique Perrault. Hlavní materiály použité na stavbu areálu jsou ocel, hliník, beton a sklo.  Původní rozpočet počítal s částkou 100 milionů eur,  ale celkový účet vzrostl na 294 milionů eur. 
Stadion má tři antukové kurty se zatahovací střechou. Centrální kurt má kapacitu 12 442 míst. Menší kurty mají 2 923 a 1 772 míst.
Areál má jedenáct menších krytých kurtů. Má také zázemí odpovídající funkci sportovního klubu.
Když se v roce 2012 měl odehrát další ročník tenisového turnaje Mutua Madrileña Madrid Open, ATP oznámila, že antuka bude mít modrou barvu. Tenisté, včetně Novaka Djokoviće a Rafaela Nadala řekli, že na tomto povrchu hrát nechtějí. O několik měsíců později ATP zrušila modrou antuku a vyloučila ji pro spor oficiálních turnajů. 

## Události

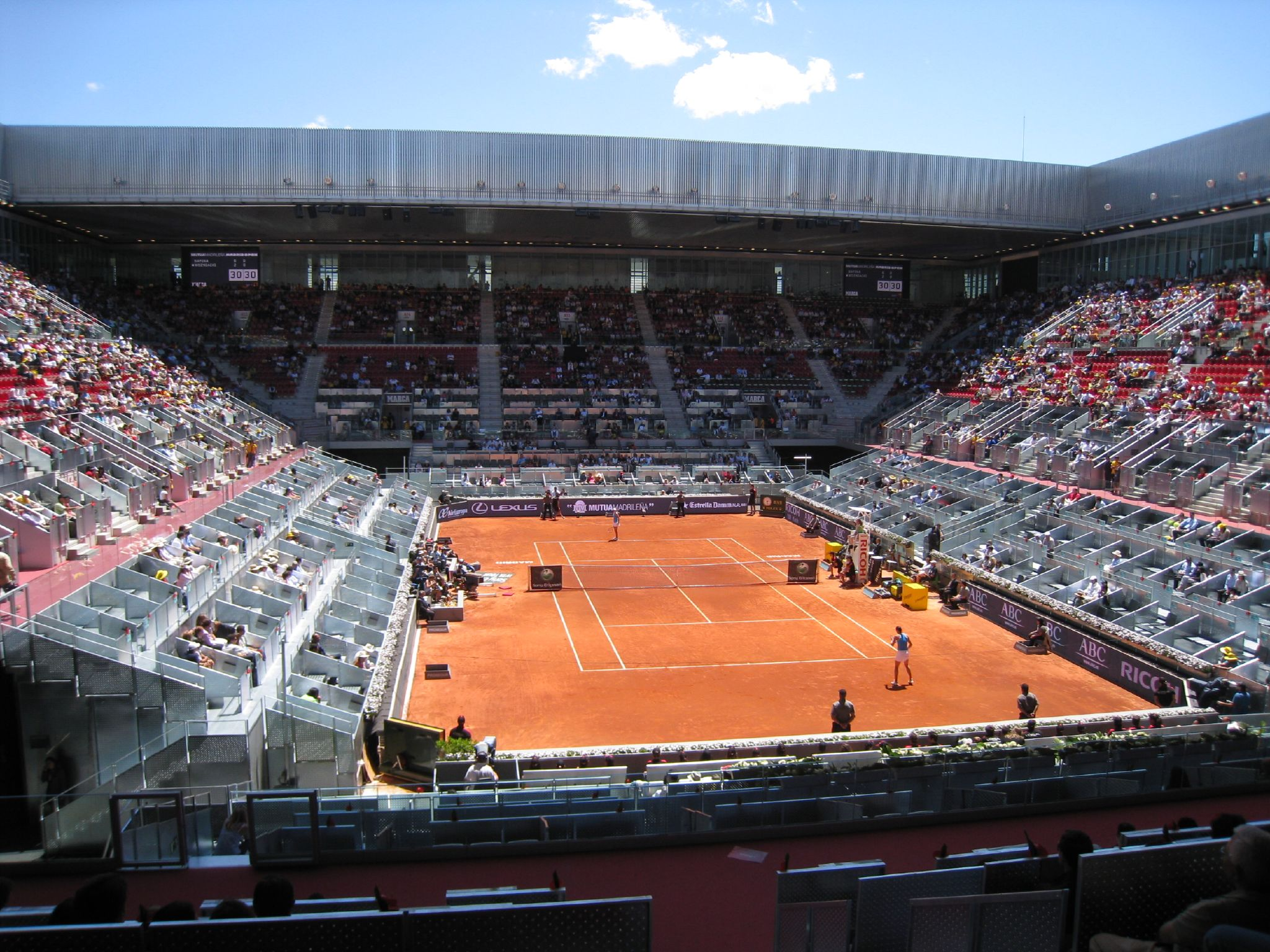
Středový kurt ohrady.

Stadion byl slavnostně otevřen 8. května 2009 koncertem rockového zpěváka Lennyho Kravitze . Od tohoto roku je dějištěm tenisového turnaje mistrů v Madridu .
Tematický hudební kanál MTV zde uspořádal 7. listopadu 2010 své hudební ceny MTV Europe Music Awards. 
Od 11. ledna 2013 do 19. ledna 2013 se na tomto stadionu konaly zápasy skupiny D mistrovství světa v házené mužů 2013.
V letech 2016 a 2017 se na tomto místě konal madridský každoroční festival indie.
Tento stadion hostil první ročník nového formátu Davis Cup. 
V roce 2025 bude hostit finále nejvyšší LEC.

## Současnost
V současnosti v něm sídlí sportovní klub Forus. Je také sídlem sportovního klubu Mutua Madrid Open.
Zde se také koná tenisový turnaj Madrid Masters 1000, který se hraje každý rok v květnu. Tento turnaj je známý pod názvem Mutua Madrid Open.